# 10573 Piani
10573 Piani eller 1994 WU1 är en asteroid i huvudbältet som upptäcktes den 29 november 1994 av Santa Lucia Stroncone-observatoriet i Stroncone. Den är uppkallad efter den italienska amatörastronomen Franco Piani.
Asteroiden har en diameter på ungefär 5 kilometer.